# Erikssonia pulchella
Erikssonia pulchella är en svampart som beskrevs av Penz. & Sacc. 1897. Erikssonia pulchella ingår i släktet Erikssonia och familjen Phyllachoraceae.   Inga underarter finns listade i Catalogue of Life.